# Le Mage
Le Mage és un municipi francès situat al departament de l'Orne i a la regió de Normandia. L'any 2007 tenia 264 habitants.

## Demografia

### Població
El 2007 la població de fet de Le Mage era de 264 persones. Hi havia 116 famílies de les quals 30 eren unipersonals (13 homes vivint sols i 17 dones vivint soles), 52 parelles sense fills, 30 parelles amb fills i 4 famílies monoparentals amb fills.
La població ha evolucionat segons el següent gràfic:
Habitants censats

### Habitatges
El 2007 hi havia 196 habitatges, 115 eren l'habitatge principal de la família, 63 eren segones residències i 18 estaven desocupats. 188 eren cases i 4 eren apartaments. Dels 115 habitatges principals, 89 estaven ocupats pels seus propietaris, 19 estaven llogats i ocupats pels llogaters i 6 estaven cedits a títol gratuït; 2 tenien una cambra, 6 en tenien dues, 19 en tenien tres, 43 en tenien quatre i 43 en tenien cinc o més. 99 habitatges disposaven pel capbaix d'una plaça de pàrquing. A 55 habitatges hi havia un automòbil i a 50 n'hi havia dos o més.

### Piràmide de població
La piràmide de població per edats i sexe el 2009 era:
| Homes | Edats   | Dones |
| ----- | ------- | ----- |
| 0     | 95 o +  | 0     |
| 0     | 90 a 94 | 0     |
| 0     | 85 a 89 | 0     |
| 0     | 80 a 84 | 4     |
| 4     | 75 a 79 | 8     |
| 4     | 70 a 74 | 0     |
| 12    | 65 a 69 | 8     |
| 16    | 60 a 64 | 12    |
| 8     | 55 a 59 | 4     |
| 4     | 50 a 54 | 8     |
| 12    | 45 a 49 | 8     |
| 4     | 40 a 44 | 8     |
| 4     | 35 a 39 | 0     |
| 16    | 30 a 34 | 8     |
| 4     | 25 a 29 | 0     |
| 8     | 20 a 24 | 4     |
| 4     | 15 a 19 | 8     |
| 0     | 10 a 14 | 0     |
| 4     | 5 a 9   | 0     |
| 0     | 0 a 4   | 4     |

## Economia
El 2007 la població en edat de treballar era de 157 persones, 105 eren actives i 52 eren inactives. De les 105 persones actives 93 estaven ocupades (54 homes i 39 dones) i 12 estaven aturades (6 homes i 6 dones). De les 52 persones inactives 19 estaven jubilades, 6 estaven estudiant i 27 estaven classificades com a «altres inactius».

### Ingressos
El 2009 a Le Mage hi havia 103 unitats fiscals que integraven 236 persones, la mediana anual d'ingressos fiscals per persona era de 17.846 €.

### Activitats econòmiques
Dels 6 establiments que hi havia el 2007, 2 eren d'empreses de fabricació d'altres productes industrials, 3 d'empreses de construcció i 1 d'una empresa de comerç i reparació d'automòbils.
Dels 3 establiments de servei als particulars que hi havia el 2009, 1 era una lampisteria i 2 electricistes.
L'any 2000 a Le Mage hi havia 8 explotacions agrícoles que ocupaven un total de 404 hectàrees.

## Poblacions més properes
El següent diagrama mostra les poblacions més properes.